# Сакудабели
Сакудабели (груз. საყუდაბელი) — село в Грузии, на территории Аспиндзского муниципалитета края (мхаре) Самцхе-Джавахети.

## География
Село находится в южной части Грузии, на левом берегу Куры, на расстоянии приблизительно 3 километров (по прямой) к западу от посёлка городского типа Аспиндза, административного центра муниципалитета. Абсолютная высота — 1348 метров над уровнем моря.

## Население
По результатам официальной переписи населения 2014 года, в Сакудабели проживало 154 человека (80 мужчин и 74 женщины). В национальной структуре населения грузины составляли 100 %.
| Год  | Население, человек |
| ---- | ------------------ |
| 2002 | 180                |
| 2014 | ↘ 154              |